# Drongo de raquetes gros
El drongo de raquetes gros o drongo d'estendards gros (Dicrurus paradiseus) és una espècie d'au de la família Dicruridae i el gènere Dicrurus. Es tracta d'una au asiàtica, de mida mitjana que es caracteritza per les seves extenses plomes exteriors de la cua que semblen un estendard. Habiten en zones boscoses, sovint en clarianes o zones obertes. Tenen un ampli repertori de cants, fins i tot sent capaços d'imitar els sons d'altres espècies. Alguns estudis han suggerit que aquestes imitacions poden ajudar els drongos d'estendards grossos a formar grups de diverses aus per a cercar aliments; els drongos sovint roben insectes que han estat caçats per altres aus del grup mentre s'alimenten. Generalment són animals diürns que es troben actius entre abans de l'albada i ben entrat el vespre. Com a conseqüència de la seva àmplia distribució i variacions regionals s'han convertit en exemples d'especiació per aïllament i deriva.

## Taxonomia
Va ser classificat com a Cuculus paradiseus per Linné l'any 1766 a partir d'un espècimen procedent de Tailàndia. En el passat a vegades va ser afegit al gènere Dissemurus com a D. Lophorinus. Actualment forma una espècie dins del gènere Dicrurus i se n'han reconegut fins a tretze subespècies:
- D. p. grandis (Gould, 1836). Al peu de l'Himàlaia austral, del nord de l'Índia fins al nord d'Asam, a Myanmar, la Xina i Indoxina.
- D. p. rangoonensis (Gould, 1836). Localitzat al centre de l'Índia, Bangladesh, centre i sud de Birmània, nord i nord-est de Tailàndia, el centre de Laos i el centre del Vietnam.
- D. p. paradiseus (Linnaeus, 1766). Viu al sud de l'Índia peninsular, el sud de Birmània, centre i sud-est de Tailàndia i el sud d'Indoxina.
- D. p. ceylonicus Vaurie, 1949. Descrita a Sri Lanka.
- D. p. otiosus (Richmond, 1902), habita a l'illa d'Andaman.
- D. p. nicobariensis (E. C. S. Baker, 1918). Viu a l'illa Nicobar.
- D. p. johni (E. J. O. Hartert, 1902). Habita l'illa de Hainan.
- D. p. hypoballus (Oberholser, 1926). Es troba per tota la Península de Malàisia, tret de l'extrem sud.
- D. p. platurus Vieillot, 1817. Habita la Malàisia peninsular, Sumatra, Simeulue, l'illa de Banyak i Nias, l'arxipèlag de Riau i Bangka.
- D. p. microlophus (Oberholser, 1917). Natiu d'algunes illes al sud del Mar de la Xina (Tioman, Anambas i el nord de Natunas).
- D. p. banguey (Chasen & Kloss, 1929). Es pot trobar a Balambangan i Banggi.
- D. p. brachyphorus (Bonaparte, 1850). Viu a Borneo.
- D. p. formosus (Cabanis, 1851). Nativa de Java i Bali.

## Morfologia
Presenten un plomatge de color negre blavós amb lluïssor metàl·lica. Mesuren entre 30 i 65 centímetres, mida que sol variar en funció de la longitud de la cua; solen pesar de mitjana entre 74 i 85 grams, tot i que algunes subespècies poden arribar als 100 o 124 grams. Ponen de 2 a 4 ous en nius construïts en branques d'arbres, generalment entre l'abril i el juny. En gran part de la zona que habita és l'espècie més grossa de drongo i és fàcilment identificable per la seva cua i la seva cresta de plomall que comença just damunt el bec i segueix fins a la corona, depenent de cada subespècie. La cua és molt característica, i quan l'au es troba volant sembla que la persegueixin dos borinots. Ala zona oriental de l'Himàlaia l'espècie pot ser confosa amb el Dicrurus remifer, però aquest últim presenta els estendards plans i gairebé no presenta cresta.

## Distribució i hàbitat
L'espècie es troba des de l'Himàlaia occidental fins a l'Himàlaia oriental, així com a les muntanyes Mishmi, als peus de les muntanyes per sota dels 1.200 o 1.400 metres. També es troben a les illes de Borneo i Java. Generalment habita boscos sempreverds.

## En la cultura
El seu so característic, semblant a un xiulet, ha donat origen al seu nom en diferents zones de l'Índia, on s'anomena kothwal (que significa policia o guàrdia, ja que aquests empren un xiulet que emet un so similar). En mizo, una llengua del nord de l'Índia, s'anomena vakul, que significa rei dels ocells. Edward H. Schafer considerava aquesta espècie de drogo com una font d'inspiració per als ocells kalavinka mencionats en textos budistes xinesos i japonesos.